# Lago Nakuru
Il lago Nakuru è uno dei laghi della Rift Valley ed è situato a 4 km. a sud della città di Nakuru, in Kenya, all'altitudine di 1754 m sopra il livello del mare. Le sue acque sono caratterizzate da un alto contenuto di soda.
L'origine del nome Nakuru deriva dalla lingua masai ed ha il significato di "polvere" o "luogo polveroso", usato originariamente per la città omonima.

## Parco nazionale
Il Parco nazionale (188 km² di estensione) è stato istituito nel 1961, attorno all'omonimo lago, essenzialmente per proteggere la numerosissima colonia di fenicotteri rosa che qui vivevano cibandosi di microcrostacei e alghe. Il numero dei fenicotteri varia in base alla quantità di cibo, correlato alla salinità dell'acqua. 

Il terreno attorno al lago è paludoso, ma mano a mano che ci si allontana dall'acqua, si asciuga e diventa foresta, foresta asciutta, savana arborea e savana piatta. A ovest si alza la scarpata occidentale della Rift Valley. Inizialmente vi si trovavano antilopi d'acqua, impala, facoceri, babbuini, alcuni bufali e solamente due anziani rinoceronti neri.

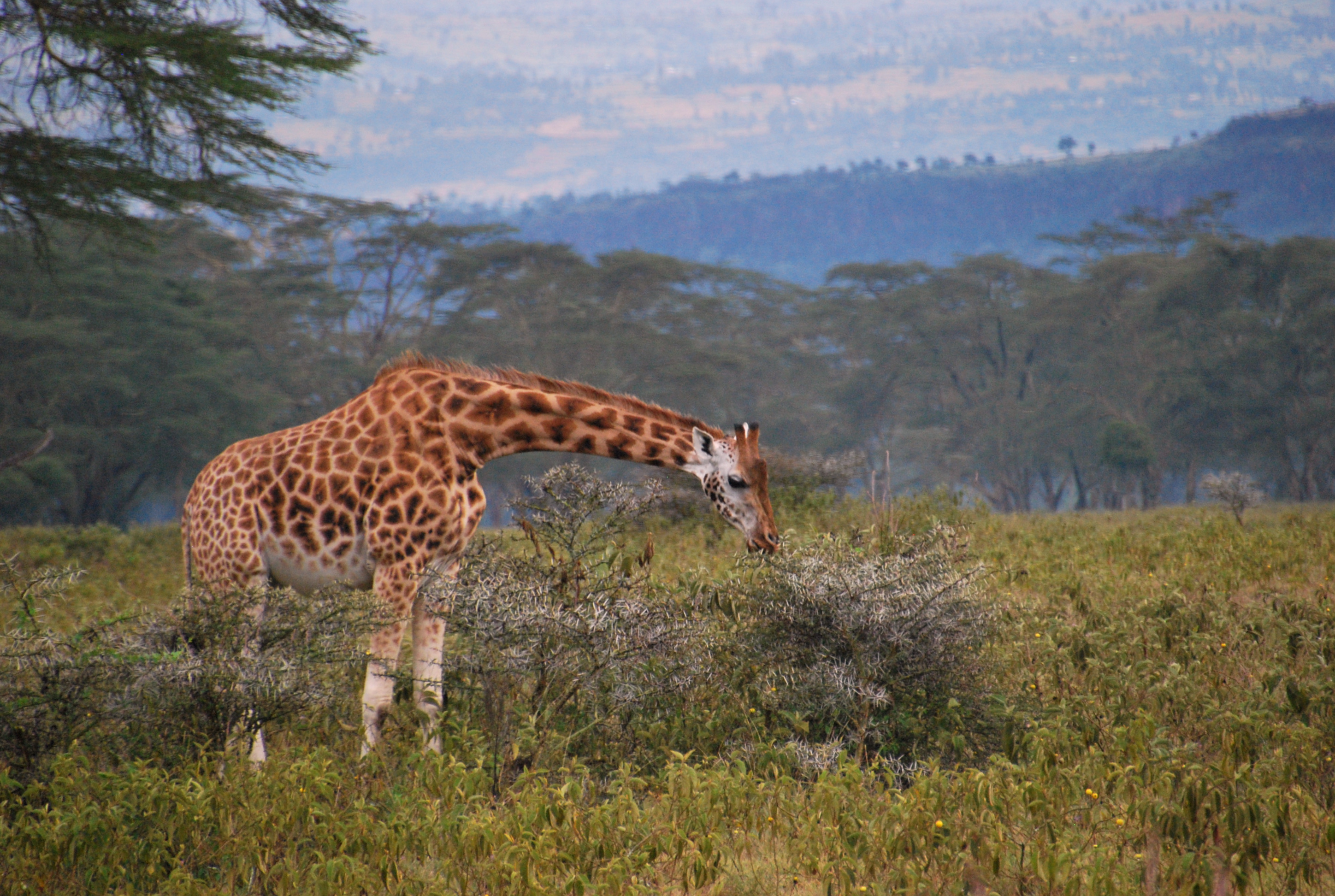
Giraffa di Rothschild

Data la vicinanza alla città e alle zone coltivate, nel 1987 il governo ha provveduto a fare installare una recinzione elettrificata (lungo il perimetro di 188 km.), per proteggere gli animali dai bracconieri. Fu deciso di usare questo parco "recintato" per studiare e sperimentare l'introduzione di specie estranee. Dapprima fu inserito un gruppetto di rare giraffe di Rothschild e poi altri rinoceronti neri, prelevati da zone a rischio del Kenya. 

Visti i buoni risultati, si continuò: dopo il 1988, fu introdotto un branco di rinoceronti bianchi, provenienti dalla riserva privata Solio Ranch, ma originari del Sudafrica. Nel frattempo, i bufali erano diventati troppo numerosi, di conseguenza, a metà anni novanta, vi furono liberati alcuni leoni. 

Nel parco si trovano anche zebre di Grant, eland, ippopotami, leopardi e iene striate, oltre ad una ricchissima fauna avicola. Il Lago Nakuru, inoltre, è tutelato dalla Convenzione di Ramsar sulle zone umide.
Dal censimento del 2009, sono risultati presenti più di 25 rinoceronti neri (una delle più grandi concentrazioni del Paese), e circa 70 rinoceronti bianchi.

## Galleria d'immagini

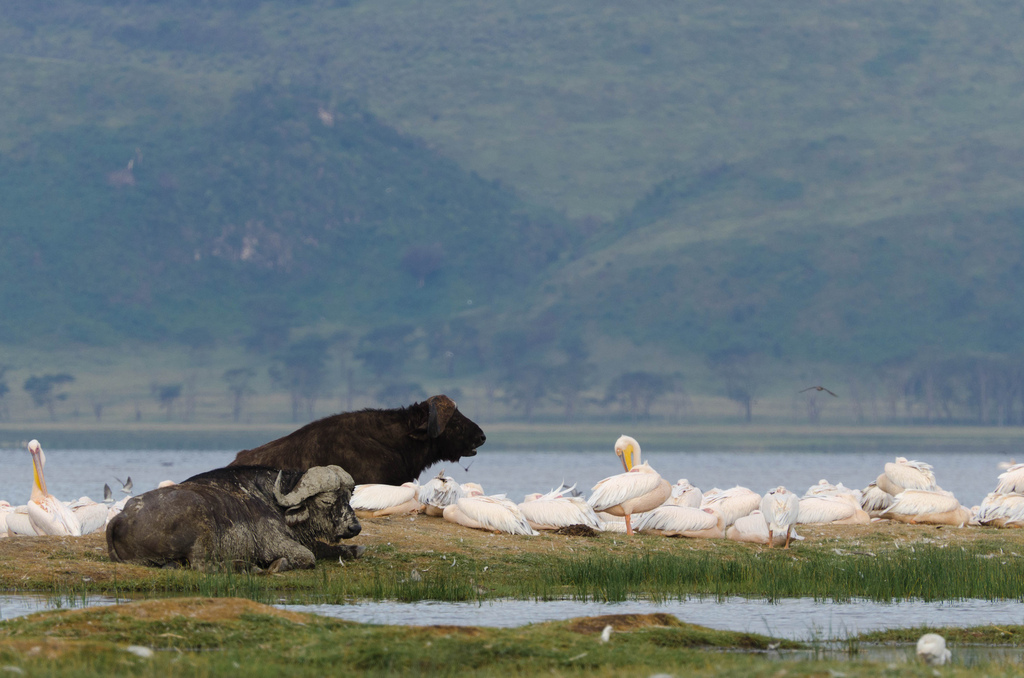
Bufali e pellicani
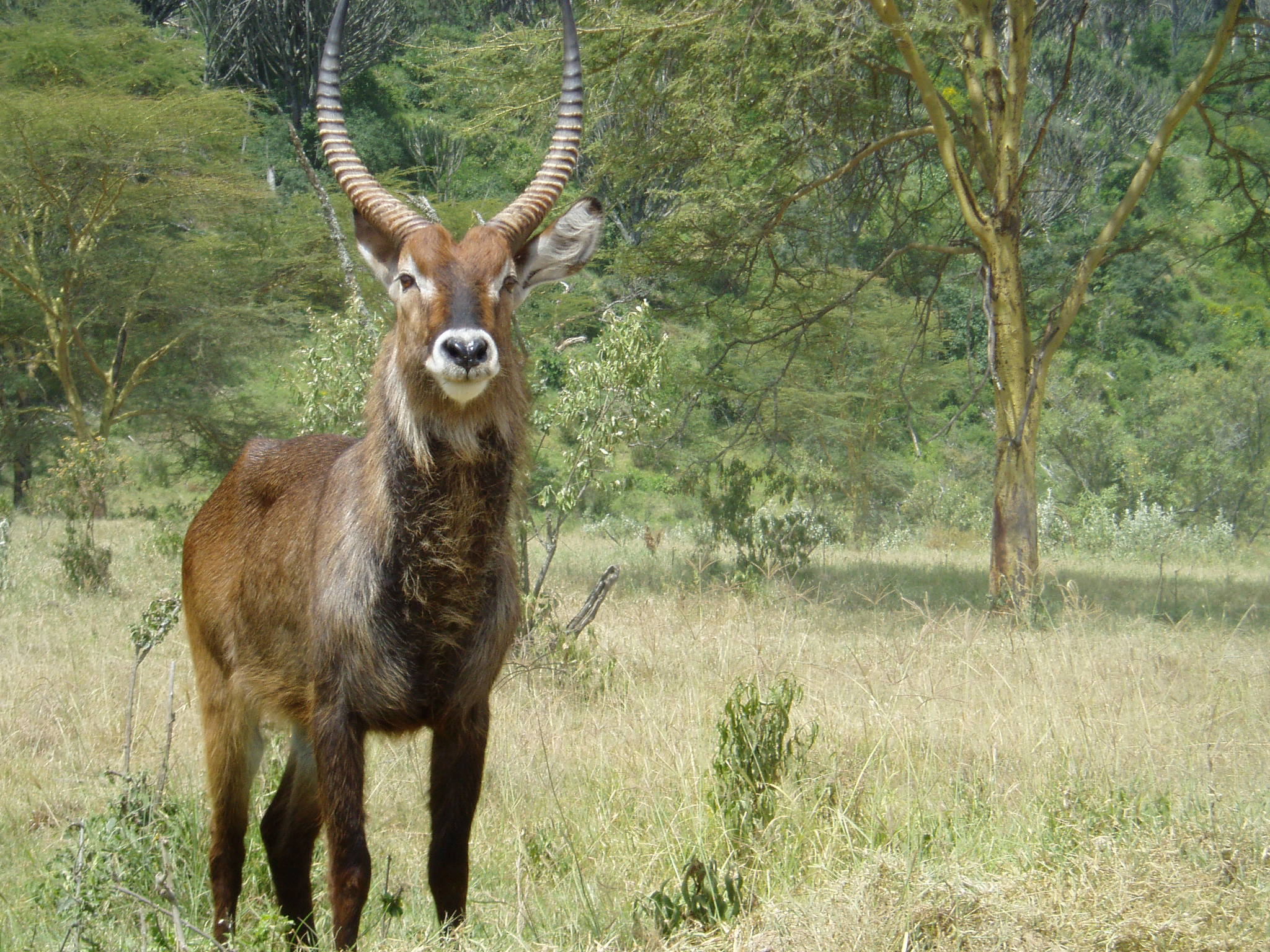
Cobo
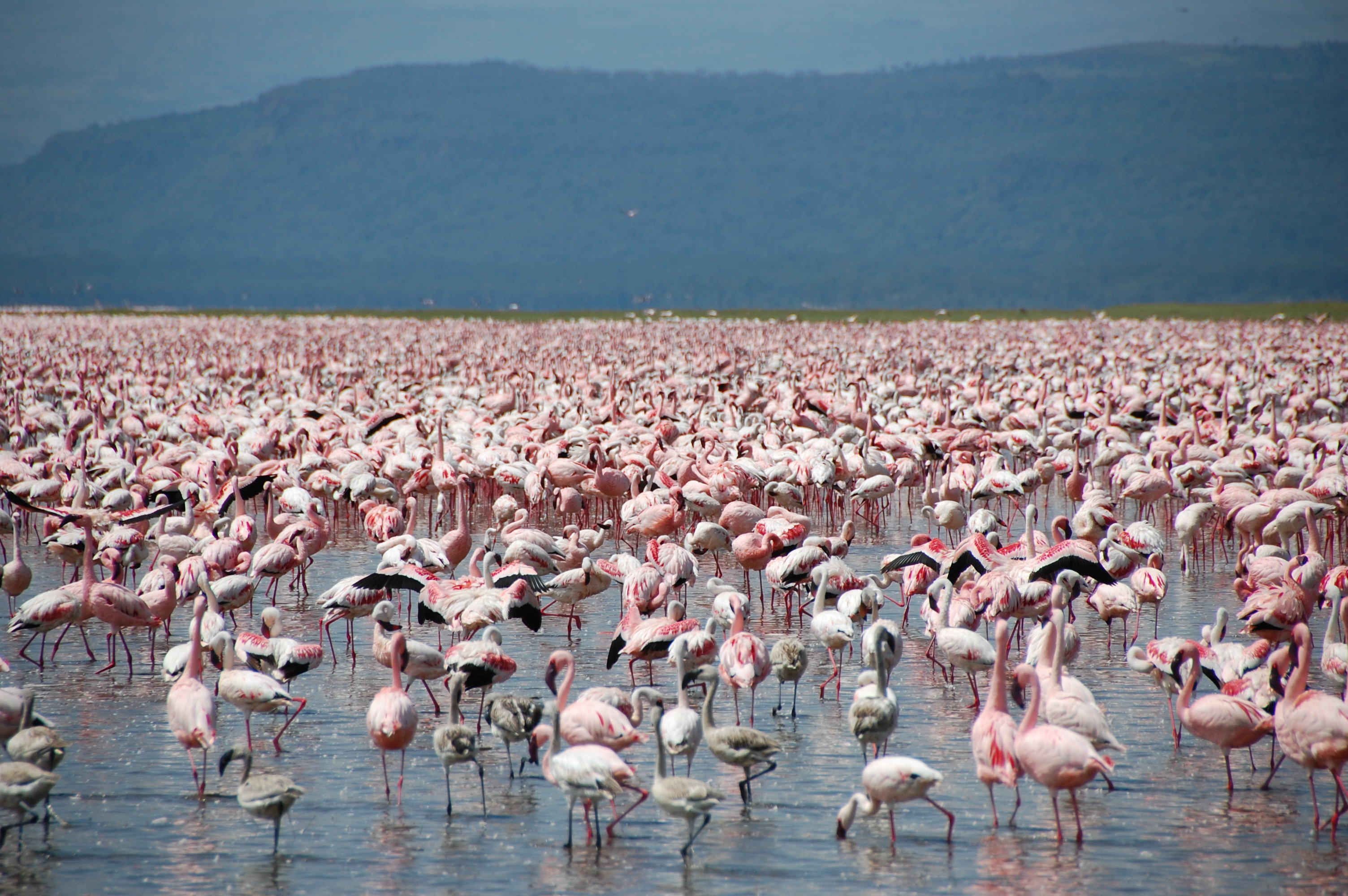
Fenicotteri rosa
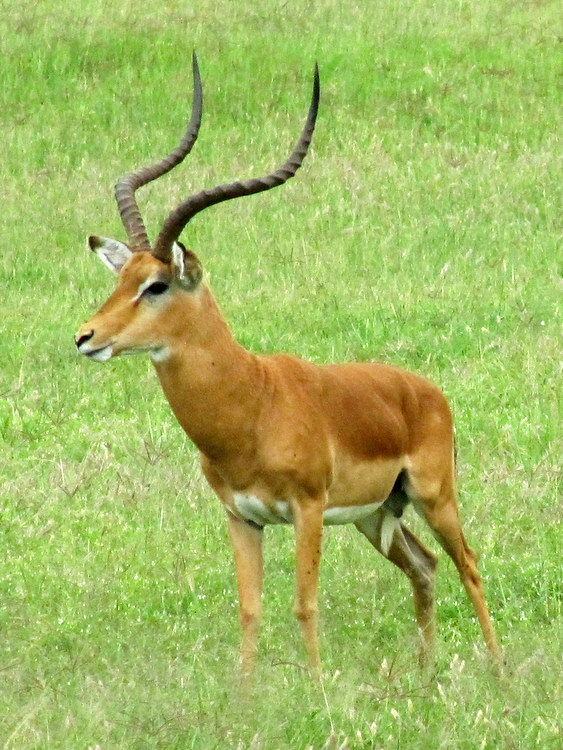
Impala
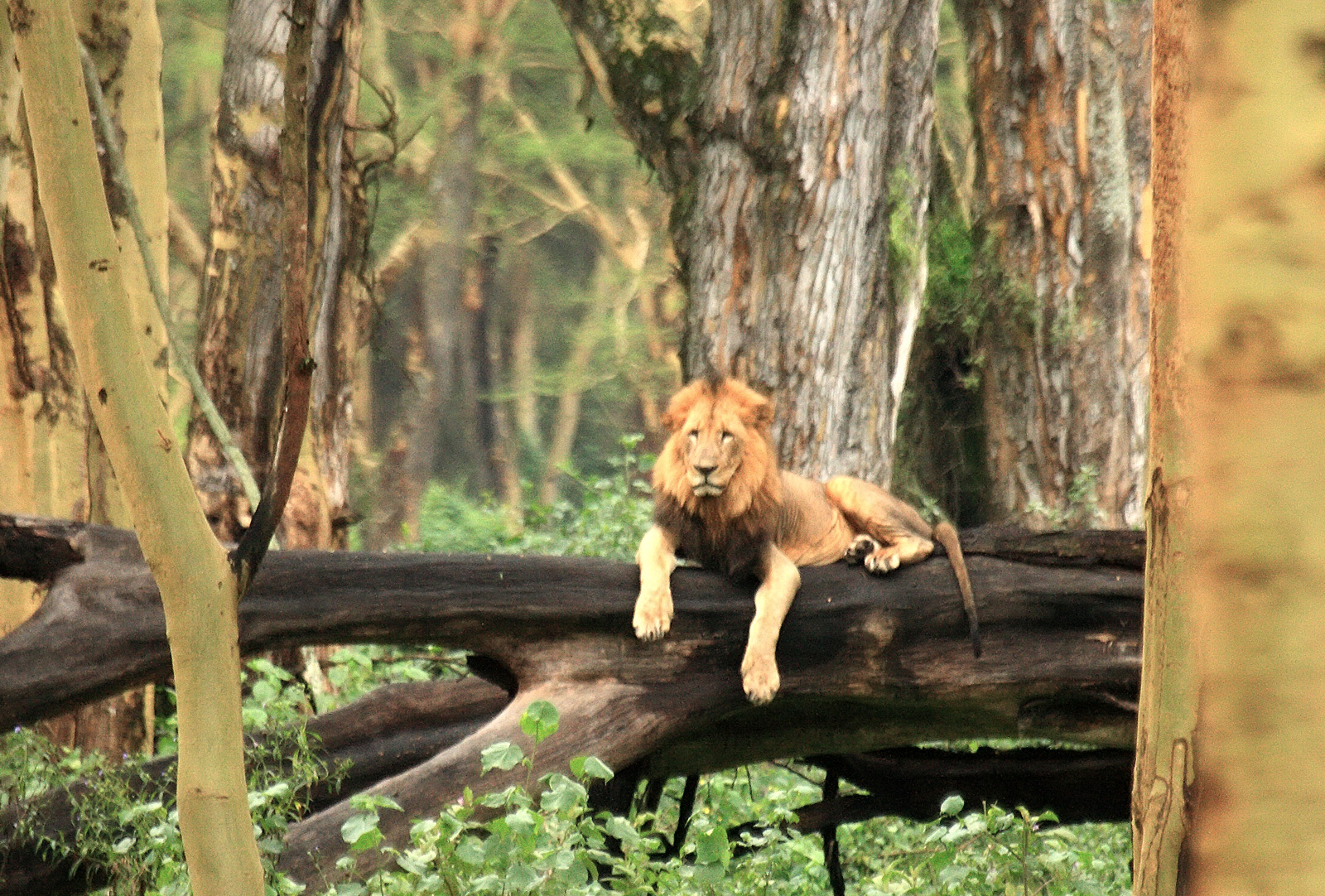
Leone
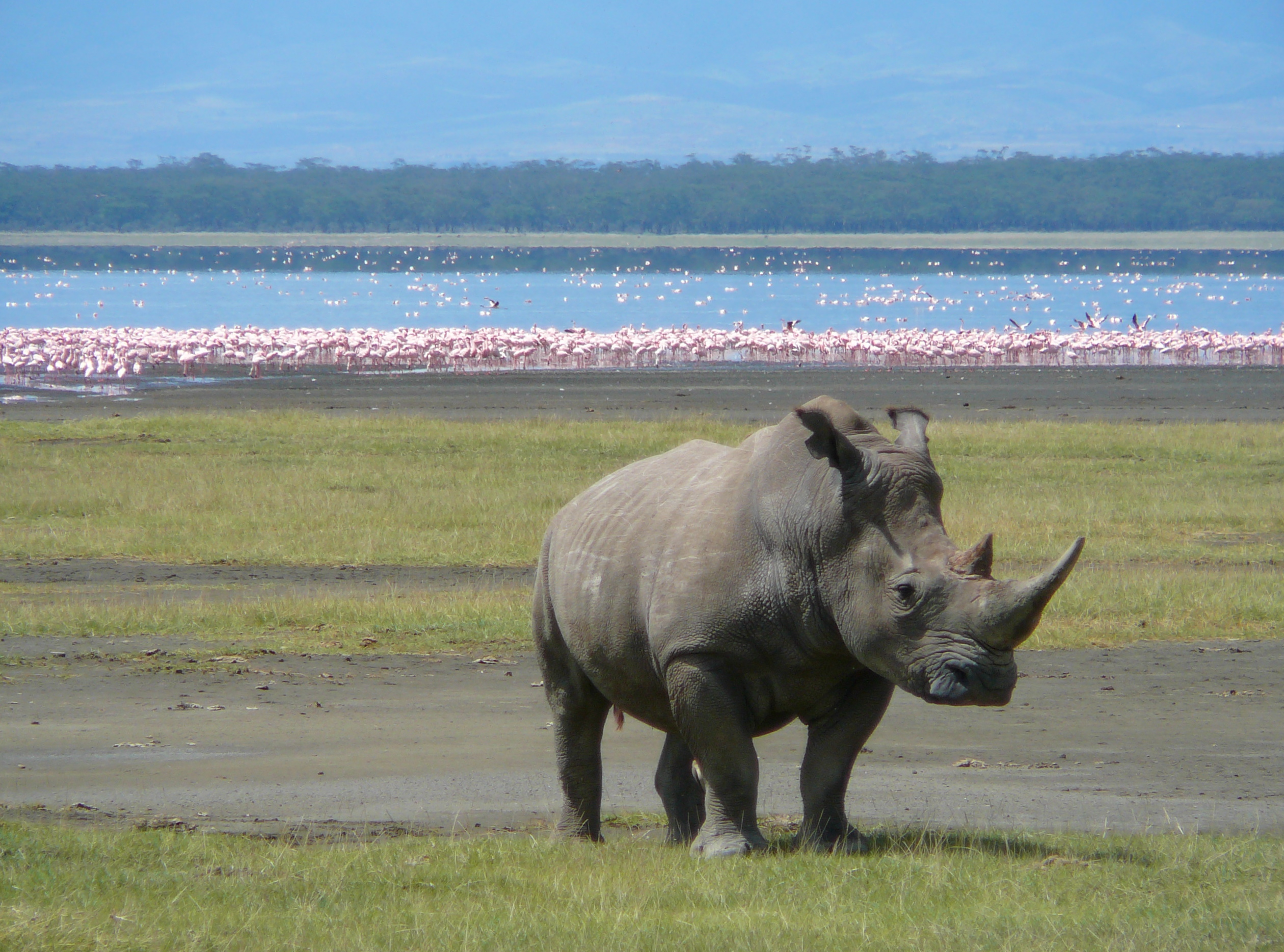
Rinoceronte bianco
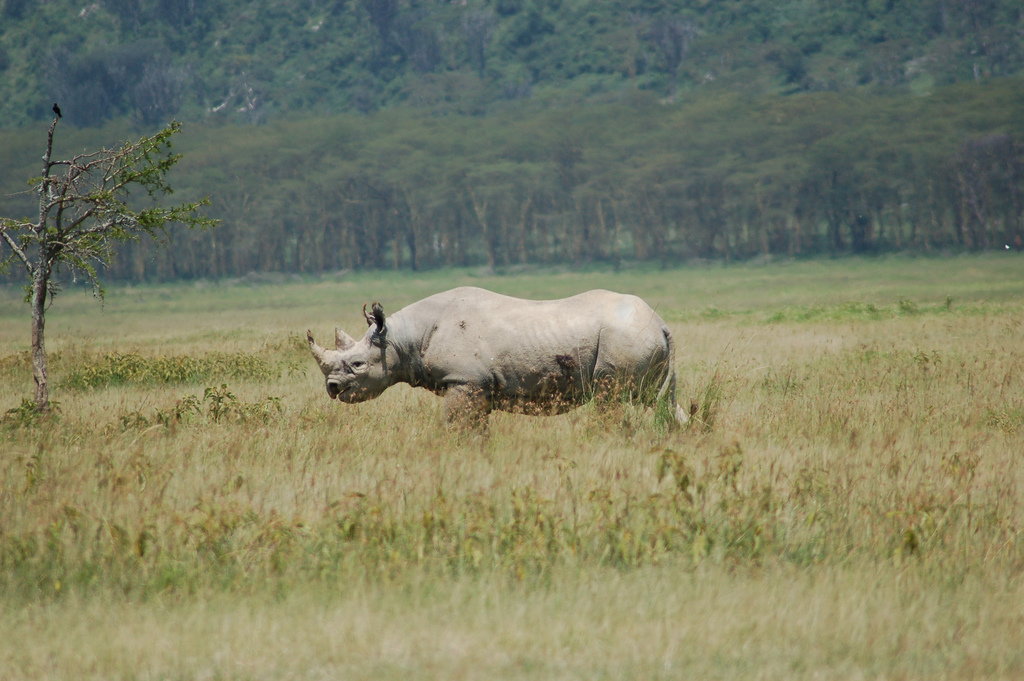
Rinoceronte nero